# Manfred Jäger (Politiker)
Manfred Jäger (* 1965 in Hamburg) ist ein ehemaliger deutscher Politiker (CDU) und ehemaliger Abgeordneter der Hamburgischen Bürgerschaft. Er war von Mai 2008 bis März 2011 als Staatsrat in verschiedener Zuständigkeit tätig. Jäger war langjähriger Richter am Sozialgericht Hamburg und am Hamburgischen Verfassungsgericht. Seit dem 1. Oktober 2024 ist er Präsident des Rechnungshofes der Freien und Hansestadt Hamburg.

## Leben
Nach dem Abitur 1984 am Hamburger Wilhelm-Gymnasium folgte das Studium der Rechtswissenschaften von 1984 bis 1990. Jäger absolvierte zwischen 1990 und 1994 den juristischen Vorbereitungsdienst und war an der Universität Hamburg als Hochschulassistent für Römisches und Bürgerliches Recht tätig.
Seit 1994 trat Jäger in den Höheren Allgemeinen Verwaltungsdienst der Freien und Hansestadt Hamburg als Verwaltungsjurist ein. Im gleichen Jahr wurde er mit der Arbeit „Die Unverletzlichkeit der Gesandten zur Zeit der römischen Republik“ promoviert. Als Oberregierungsrat war Jäger von Juni 1998 bis Dezember 2000 Mitarbeiter des Arbeitsstabes des parlamentarischen Untersuchungsausschusses „Vergabe und Kontrolle von Aufträgen und Zuwendungen durch die Freie und Hansestadt Hamburg“. Von 2001 bis 2004 war er Richter am Sozialgericht Hamburg. 2004 wurde er in die Justizbehörde abgeordnet und war dort von 2006 bis 2008 beim Hamburgischen Datenschutzbeauftragten für Strafvollzug, SGB II (Arbeitslosengeld II), Kinderbetreuung und Forschung zuständig. Es folgte von 2008 bis 2011 eine Ernennung als Staatsrat. 2011 kehrte Jäger an das Sozialgericht zurück. Es folgten zwei Abordnung in die Bürgerschaftskanzlei; seit April 2017 ist Jäger wieder als Richter am Sozialgericht Hamburg tätig. Auf Vorschlag der CDU-Fraktion wählte die Hamburgische Bürgerschaft am 10. Mai 2017 Jäger für sechs Jahre zum Richter am Hamburgischen Verfassungsgericht. 2016 schloss er zudem ein Geschichtsstudium mit dem Master of Arts ab.

## Abgeordneter
Jäger war zwischen 1998 und 2001 Deputierter der Behörde für Inneres und von 2004 bis 2014 Vorsitzender des CDU-Ortsverbandes Alsterdorf.
Vom 17. März 2004 bis zum 9. Mai 2008 war er Mitglied der Hamburgischen Bürgerschaft.
Dort war er für die CDU-Fraktion Mitglied des Innen- und Verfassungsausschusses. Zudem saß er in den Kontrollgremien Verfassungsschutz, Wohnraumüberwachung sowie Brief-, Post- und Fernmeldegeheimnis. Im Laufe der 18. Legislaturperiode war er Vorsitzender des von 2005 bis 2008 tagenden Parlamentarischen Untersuchungsausschusses (PUA) Geschlossene Unterbringung Feuerbergstraße. Jäger war von April 2006 bis Mai 2008 Fachsprecher für Innenpolitik. Am 9. Mai 2008 legte er sein Mandat in der Bürgerschaft nieder, da er zum Staatsrat für Bezirke und Sport ernannt wurde.

## Staatsrat
Von August 2010 bis November 2010 war Jäger Staatsrat der Behörde für Soziales, Familie, Gesundheit und Verbraucherschutz. Nach dem Ende der schwarz-grünen Koalition im November 2010 war er Staatsrat der Behörde für Stadtentwicklung und Umwelt; in dieser Funktion ersetzte er den GAL-Politiker Christian Maaß. Nachdem die Hamburgische Bürgerschaft am 23. März 2011 einen neuen, von Olaf Scholz geführten Senat gewählt hatte, endete Jägers Tätigkeit als Staatsrat.